# Hot and high
Hot and high, "varmt och högt", beskriver kombinationen av hög temperatur och hög höjd över havet som var för sig minskar luftens densitet, och tillsammans kan ge en betydande minskning av densiteten som försvårar eller till och med omöjliggör framförallt start av flygplan.

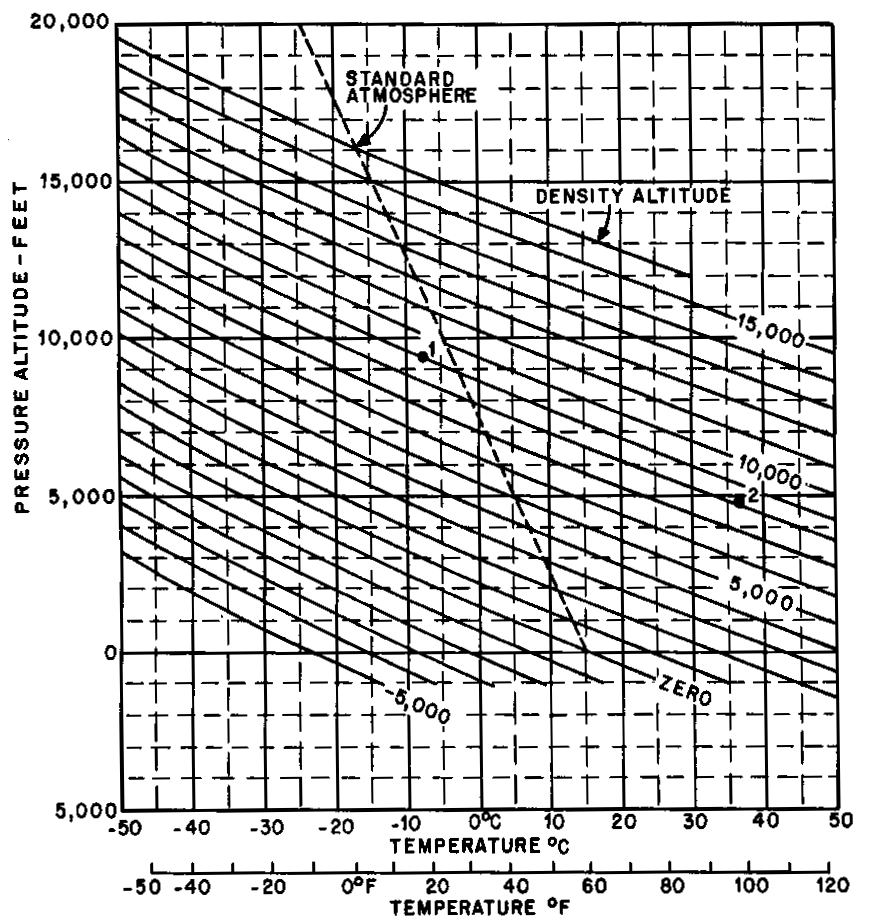
Diagram för beräkning av "Density Altitude"
Ur diagrammet kan avläsas att en temperatur på 50 °C vid havsytan ger samma densitet som vid 4000 ft och 15 °C. På samma sätt är densiteten på höjden 5000 ft "normal" om temperaturen samtidigt är -30 °C

En låg densitet hos luften ("tunn luft") ger generellt sämre förutsättningar för att starta och landa med flygplan och helikopter, då motorerna tappar effekt samtidigt som vingarnas lyftkraft minskar på grund av den tunna luften.
Vid start måste därför en högre hastighet uppnås innan planet kan lyfta vilket ger en längre startsträcka. Kombinerat med minskad motoreffekt blir startsträckan ytterligare förlängd, och längden på den tillgängliga startbanan kan vara otillräcklig för att genomföra starten.
Möjliga åtgärder för att kunna genomföra starten kan vara att minska flygplanets last och/eller mängd bränsle, eller att invänta lägre temperatur.
Ett exempel på en flygplats med dessa förhållanden är Mexico City med hög höjd över havet (altitud) och hög temperatur. 
En del flygplanstillverkare har tillverkat speciella varianter som skall passa bättre för just dessa förhållanden. Dessa kännetecknas av att de jämfört med "normalmodellen" har större vingar och/eller större motorer.